# Selliguea stracheyi
Selliguea stracheyi är en stensöteväxtart som först beskrevs av Ren-Chang Ching och som fick sitt nu gällande namn av S.G.Lu, Peter Hans Hovenkamp och M.G.Gilbert.
Selliguea stracheyi ingår i släktet Selliguea och familjen Polypodiaceae. Inga underarter finns listade i Catalogue of Life.